# Meadowbank (Île-du-Prince-Édouard)
Pour les articles homonymes, voir Meadowbank.
Meadowbank est un village dans le comté de Queens sur l'Île-du-Prince-Édouard, au Canada, au sud-ouest de Charlottetown.

## Démographie
| 2001 | 2006 | 2011 | 2016 |
| ---- | ---- | ---- | ---- |
| 367  | 364  | 338  | 355  |